# 1591 Baize
1591 Baize је астероид главног астероидног појаса са пречником од приближно 18,7 .
Афел астероида је на удаљености од 2,811 астрономских јединица (АЈ) од Сунца, а перихел на 1,974 АЈ.
Ексцентрицитет орбите износи 0,174, инклинација (нагиб) орбите у односу на раван еклиптике 24,782 степени, а орбитални период износи 1352,011 дана (3,701 године).
Апсолутна магнитуда астероида је 11,7 а геометријски албедо 0,105.
Астероид је откривен 31. маја 1951. године.